# Hedeby-stenene
|  | DR 1, DR 2, DR 3 m.fl. henviser hertil. For DR's tv-kanaler, se hhv. DR1, DR2 og DR3. |
Hedeby-stenene eller Haddeby-stenene er en samlet betegnelse for fire runesten, som blev fundet ved Hedeby i det sydlige Jylland. Stenene udstilles i dag på Vikingemuseum Hedeby. På de oprindelige steder står kopier. De første tre stene omtales som Vedelspang-stenene (eller Runestenene fra Vedelspang).
En femte runesten (Slesvig-sten), som dateres til ca. 1050, blev fundet 1897 i Slesvig Domkirkes nordlige sidetårn.

## Hedeby 1 (Eriksten)
Erikstenen (DR 1) blev fundet i 1796 i Vedelspang tæt ved Hedeby. Den lå på en mark delvis nedsunket i jorden mellem to høje. Stenen blev flyttet til Louisenlunds have. I dag står stenen på Hedeby Museum.
Indskriften på Erikstenen er dateret til cirka 982 og er ridset på grov rød granit. I runestenens nederste felt ses de sjældne bineruner eller samstavsruner (dvs. runer, hvis bistave er afsat over og under hinanden på en fælles, lang hovedstav). Foruden samstavsrunerne viser indskriften andre nye træk, bl.a. stungne runer (dvs. runer, der ved hjælp af en prik fik en anden lydværdi, fx ændrede en prik i-runen til e-runen,k-runen til g-runen og u-runen til y-runen). Indskriften er norrøn
:
Þórulfr reisti stein þenna, heimþegi Sveins, eptir Eirík, félaga sinn, er varð dauðr, þá drengjar sátu um Heiðabý; en hann var stýrimaðr, drengr harða góðr
Indskriften i oversættelse: 

Thorulv, Svens hirdmand, rejste denne sten efter sin fælle Erik, som fandt døden, da drenge belejrede Hedeby. Han var styrmand og var en dreng med fornemme forældre.
Om denne sten findes der to tolkninger:
1. Stenen er rejst til minde om en mand i Svend Tveskægs hird, som døde ved Hedeby, formentlig i kampe i slutningen af 900-tallet. Stenen er sat af Torulf for sin kampfælle Erik for at prise hans fortrin som kriger og skibsanfører.
2. Stenen er rejst efter et togt, foretaget under Svend Estridsens regeringstid.

Det er almindeligt accepteret, at Lis Jacobsens og Erik Moltkes konklusion om, at der kun er disse to mulige dateringer, er korrekt. Hvis den almindelige tese er holdbar, må den være opført under samme Svend som Hedeby 3 (se nedenfor), og så kan det kun være Svend Tveskæg, der hentydes til. Der har været mange spekulationer om, hvilken belejring, der er tale om. Mest sandsynligt er det, at den er sket, kort efter at Svend Tveskæg vendte tilbage fra sin landflygtighed, hvor Hedeby muligvis var besat af svenske eller norske hærførere. Noget bevis findes ikke.

## Hedeby 2 (Den store Sigtrygsten)
Den store Sigtrygsten (DR 2) blev fundet i stykker ved vadestedet mellem Haddeby Nor og Selk Nor i 1797. Stenen var formodentlig allerede brugt i bronzealderen. Der var tale om genbrug i vikingetiden. Indskriften er dateret til cirka 938 og er ridset på granit. 

Ásfríðr gerði kuml þau ept Sigtrygg, son sinn ok Gnúpu.
Indskriften i oversættelse: 
Asfrid gjorde disse minder efter Sigtryg, hendes og Gnupas søn.
På de to Sigtrygstene nævnes medlemmer af en kongeslægt, som herskede over Hedeby i 900-tallet. Sigtrygs far, kong Gnupa, måtte lade sig døbe efter et nederlag i 934 til den tyske konge Henrik 1. Gnupas søn, Sigtryg var den sidste af slægten. Han blev måske fordrevet fra Danmark af Gorm den Gamle, Svend Tveskægs bedstefar. Muligvis faldt Sigtrygg 943 under et felttog i Normandiet.
Hans mor Asfrid lod mindestenen rejse over sin søn. En anden sten for Sigtrygg (den lille Sigtrygsten) blev fundet i 1887 i en bastion på Gottorp Slot i Slesvig by.

## Hedeby 3 (Skardesten el. Dannevirkesten)
Skardestenen (DR 3) blev fundet i 1857 mellem to gravhøje (Danhøjene eller Tvebargen) ved Danevirke ikke langt fra Eriksstenen. Markens ejer overdrog den til en stenhugger fra Slesvig til kløvning. Da stenhuggeren opdagede runerne, overlod han stenen til den danske stat, der lod stenen føre tilbage til Bustrup. Runestenen står nu på Hedeby Museum. En kopi står på den oprindelige plads i landsbyen Bustrup. Skardestenen kaldes også Bustrup- eller Dannevirkestenen. Indskriften er dateret til 983-1014 og er ridset på granit.

Sveinn konungr setti stein eptir Skarða, sinn heimþega, er var farinn vestr, en nú varð dauðr at Heiðabý.
Indskriften i oversættelse: 
Kong Svend satte stenen efter sin hirdmand Skarde, som var draget vestpå, men nu fandt døden ved Hedeby.
Det anses for næsten sikkert, at denne sten er rejst samtidigt med Hedeby 1" og derfor må knyttes til Svend Tveskæg. Denne opfattelse deles af Nationalmuseet.
Teksten kan måske være en hyldest til hirdmanden Skarde, som kendes fra jomsvikingernes saga og for at have deltaget i et søslag i Norge i 986. Dette mindesmærke over Skarde må betyde, at han var af stor betydning for kongen.
Aksel E. Christensen konkluderer på bagrund af en analyse af skriftlige kilder, og Erik Moltke har støttet dette ved en analyse af karakteristika ved runerne, at det kun kan være Svend Tveskæg, som har ladet dette minde opføre.. "Ved Hedeby" må hentyde til en belejring af byen. Der har været mange spekulationer om, hvilken belejring, der er tale om. Mest sandsynligt er det, at den er sket efter Sven Tveskægs landflygtighed, hvor Hedeby muligvis var besat af svenske eller norske hærførere. Noget bevis findes ikke.

## Hedeby 4 (Den lille Sigtrygsten)
Den lille Sigtrygsten (DR 4) blev opdaget i 1887. Stenen var muret ind i Gottorp Slot. Indskriften på den lille Sigtrygsten er dateret til cirka 938 og er ridset på granit.

Ásfríðr gerði kuml þessi, dóttir Óðinkárs, ept Sigtrygg konung, son sinn ok Gnúpu. Gormr reist rúnar.
Indskriften i oversættelse: 
Asfrid, Odinkars datter, gjorde disse minder efter kong Sigtryg, hendes og Gnupas søn. Gorm ristede runerne.
Odinkar var et navn som blev brugt i en jysk stormandsslægt (se også Ribes bisperække).

## Slesvigsten (DR 6)
Slesvig-sten (Slesvig-domsten, DR 6) blev fundet 1897 i det nordlige sidetårn af Slesvig Domkirke. Ligesom den lille Sigtrygsten var stenen byggemateriale. Stenen og indskriften er desværre kun delvis bevaret. Der mangler et stykke af både top og bund. Indskriften er dateret til cirka 1050, ridset på kalksten. Reliefferne er udført i urnesstil. Teksten refererer til en begivenhed i England. Stenen blev fundet med røde farverester i runerne. I 1950 blev Slesvig-stenen overført til det arkæologiske museum på Gottorp Slot .
Indskriften i en (ufuldstændig) oversættelse: 
lod rejse stenen e(fter) ... døde ... og Gudmund, de r(istede runerne?). (Han) hviler i Skia i England. Kr(istus?)